# Línea de Hajnal

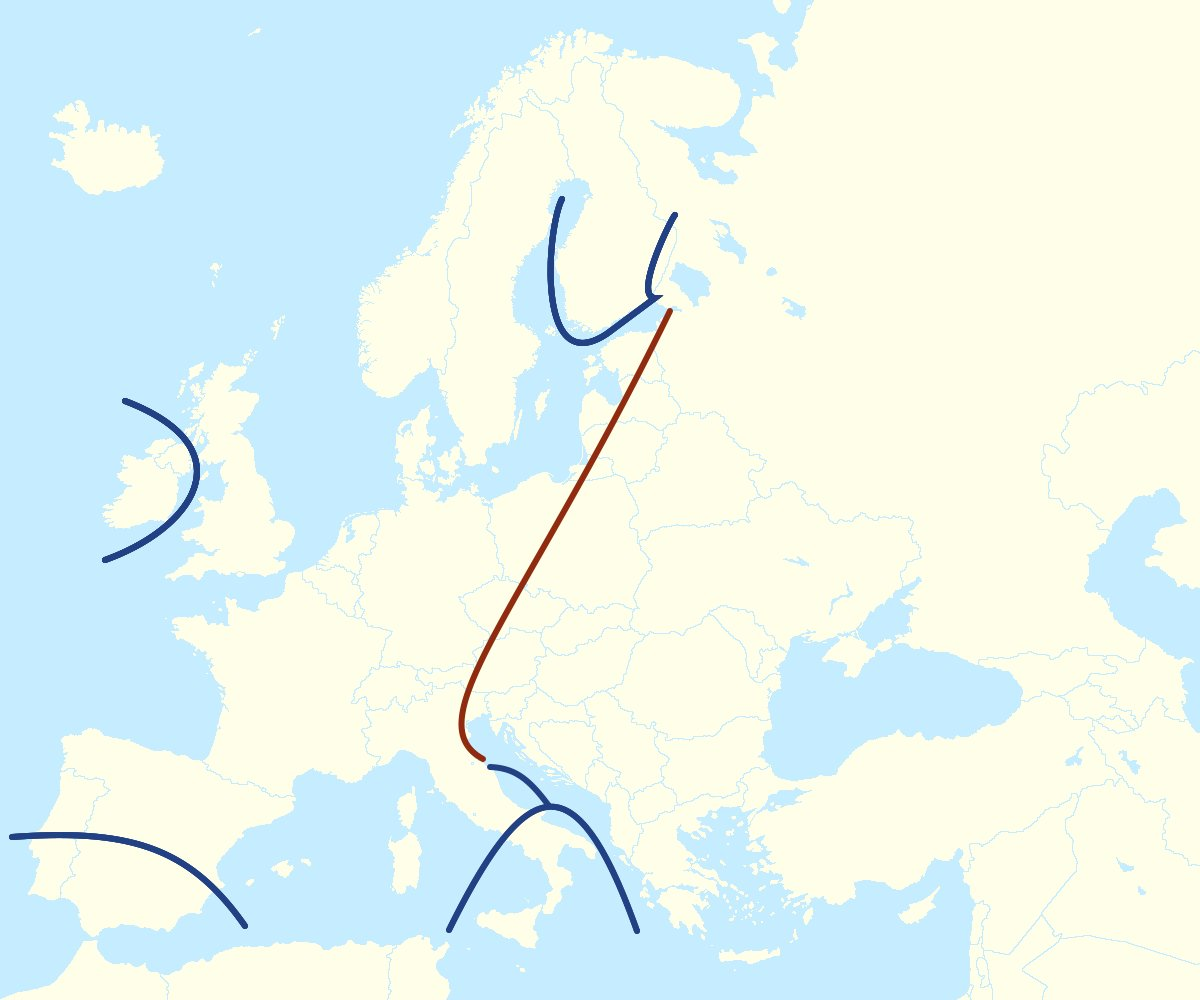
En color rojo, la línea de Hajnal. Las líneas azules muestran zonas de alta nupcialidad al oeste de la línea de Hajnal.

La línea de Hajnal es un concepto demográfico, una línea que une San Petersburgo (Rusia) y Trieste (Italia). Fue concebida y propuesta por John Hajnal en 1965. Divide Europa en dos zonas de diferente nupcialidad. A un lado, la Europa occidental que todos conocemos. Al otro, la parte europea que se asemeja más al norte occidental de África en cuanto a intereses, costumbres y tradiciones.

## Línea de Hajnal, matrimonio, soltería y fecundidad
La propuesta de demografía histórica de Hajnal indica que al oeste de esta línea abundaría un sistema de baja nupcialidad, con una edad de acceso al primer matrimonio elevada (más de 24 años para las mujeres más de 26 para los hombres) y una alta soltería definitiva (más del 10%). Al este de esta línea, el matrimonio es precoz y casi universal; (antes de los 22 años para las mujeres y a los 24 para los hombres) y la soltería definitiva es inferior al 5%.
La consecuencia es que, durante los siglos XVIII y XIX, la natalidad fue unos 10 puntos más elevada en Europa oriental que en Europa occidental (alrededor del 40 por mil en comparación al 30 por mil).